# Будкер, Герш Ицкович
Герш И́цкович Бу́дкер (в быту Андрей Михайлович; 1 мая 1918, Новая Мурафа, Ямпольский уезд, Подольская губерния, Украинская Народная Республика — 4 июля 1977, Новосибирск, Новосибирская область, РСФСР, СССР) — советский учёный-физик, профессор, академик АН СССР с 1964 года (член-корреспондент АН СССР с 1958 года). Основатель и первый директор Института ядерной физики Сибирского отделения АН СССР. Автор многочисленных открытий и изобретений в области физики плазмы и физики ускорителей. Лауреат Государственной премии Российской Федерации (2002, посмертно).

## Биография
Герш Будкер родился 1 мая 1918 года в местечке Новая Мурафа Ямпольского уезда Подольской губернии Российской империи (ныне — в составе села Мурафа Шаргородского района Винницкой области Украины). Отец был убит бандитами во время одного из погромов евреев в период гражданской войны в России вскоре после его рождения, и будущий физик воспитывался матерью. Учился в средней школе в Виннице.
В 1941 году окончил Московский университет.
С началом Великой Отечественной войны ушёл на фронт добровольцем, хотя и имел бронь, которая освобождала его от призыва как специалиста, нужного оборонной промышленности. До конца войны служил на Дальнем Востоке зенитчиком. Демобилизовался в 1945 году.
В 1945 году поступил на работу в Институт атомной энергии АН СССР (тогда Лаборатория № 2 АН СССР). Первой его научной задачей стал анализ динамики частиц в циклотроне. Далее занимался теорией управления уран-графитовыми атомными реакторами. В 1950 году защитил кандидатскую диссертацию на тему «Последние орбиты ионов в резонансных ускорителях». По-настоящему таланты Будкера начали раскрываться с началом работ по управляемым термоядерным реакциям. В 1952 году Будкер предлагает две идеи: магнитных пробок для удержания плазмы и релятивистского стабилизированного электронного пучка для ускорения тяжёлых частиц.
В 1954 году для проверки идей по физике ускорителей создаётся Лаборатория новых методов ускорения.
В 1956 году Будкер защищает докторскую диссертацию.
В 1958 году его избирают членом-корреспондентом, а в 1964 году — действительным членом АН СССР.
С 1957 года, при поддержке Игоря Курчатова, Будкер принимается за создание Института ядерной физики Сибирского отделения АН СССР, и в 1958 году его лаборатория преобразуется в отдельный институт.
С начала 1960-х годов Будкер активно занимается реализацией метода встречных пучков, в 1964 году захвачен первый пучок в накопитель ВЭП-1, а в 1967 году коллектив института во главе с Будкером получает Ленинскую премию за эксперименты на встречных пучках. В дальнейшем в институте для экспериментов по физике элементарных частиц строятся коллайдеры ВЭПП-2, ВЭПП-2М, ВЭПП-4.
В 1965 году Будкер впервые предлагает концепцию электронного охлаждения пучков протонов и ионов — метод, применяемый сейчас во многих лабораториях, работающих с тяжёлыми ионами.
Основал и возглавил кафедры общей (1959) и ядерной (1962) физики в Новосибирском государственном университете.
В последние годы жизни Будкер активно продвигал идею линейного коллайдера на энергию в несколько сотен ГэВ.
Скончался 4 июля 1977 года. Похоронен в Новосибирске, на Южном (Чербузинском) кладбище Академгородка.

## Семья
- Вторая жена — Алла Александровна Мелик-Пашаева (1935—2013) — советский и российский тележурналист, сценарист и режиссер документального кино. Автор и ведущая первой авторской программы ЦТ СССР «Здоровье», ведущая «Эстафеты новостей», комментатор, репортёр и интервьюер информационной программы «Время», автор и ведущая программы «Белая ворона».
- Сын — Владимир Гершевич Будкер (1941—2005)[5], биолог[6].
  - Внучка — Ольга Будкер[англ.][7], биофизик, член Национальной академии наук США.
- Дочь — Алла (в замужестве Золотарёва, род. 1946).
- Сын — Евгений (род. 1951).
- Сын — Дмитрий[вд] (род. 1963), американский физик[8].

## Основные достижения
- Ряд работ, посвящённых теории уран-графитовых реакторов и теории кинетики и регулирования атомных реакторов.
- Удержание плазмы в многопробочном магнитном поле (пробкотрон).
- Импульсные безжелезные бетатроны и синхротроны.
- Реализация метода встречных пучков для исследований по физике элементарных частиц (лауреат Ленинской премии, 1967).
- Перезарядная инжекция протонов в кольцевые ускорители.
- Электронное охлаждение протон-антипротонных пучков.

## Награды
- орден Ленина,
- орден Трудового Красного Знамени,
- медали;
- Ленинская премия (1967);
- Сталинская премия второй степени (1951) — за участие в строительстве, монтаже, пуске и освоении мощного синхроциклотрона.
- Государственная премия Российской Федерации (2002, посмертно).

## Известные адреса
Новосибирск, Стоквартирный дом.
Улица Мальцева, д. 6

## Память
- Институ́т я́дерной фи́зики и́мени Г. И. Бу́дкера СО РАН
- Улица Академика Будкера в новосибирском Академгородке
- Улица в Протвино
- Улица в ЦЕРН[9]

Похоронен на Южном (Чербузинском) кладбище Новосибирска.